# 17873 Palaciosdeborao
17873 Palaciosdeborao è un asteroide della fascia principale interna. Scoperto nel 1998, presenta un'orbita caratterizzata da un semiasse maggiore pari a 2,274420 UA e da un'eccentricità di 0,114525, inclinata di 1,430556° rispetto all'eclittica. Ha un diametro di 3,956 km, un periodo di rotazione di 10,69335 ore, un'albedo di 0,179.
È dedicato a Gonzalo Palacios de Borao, gesuita e professore di Microscopia Elettronica, nonché presidente della Università di Bombay.